# OGLE-TR-123
OGLE-TR-123 är en dubbelstjärna i norra delen av stjärnbilden Kölen och har även variabelbeteckningen V816 Carinae. Den har en kombinerad skenbar magnitud av ca 15,40 och kräver ett kraftfullt teleskop för att kunna observeras. Baserat på parallaxmätning inom Hipparcosuppdraget på ca 0,67 mas, beräknas den befinna sig på ett avstånd på ca 5 000 ljusår (ca 1 600 parsek) från solen.

## Egenskaper
Primärstjärnan OGLE-TR-123 A är en gul till vit stjärna i huvudserien av spektralklass F och klassificeras som planetpassage-variabel. Den har en massa som är ca 1,3 solmassor, en radie som är ca 1,6 solradier och har en effektiv temperatur av ca 6 700 K.
Följeslagaren OGLE-TR-123 b är en röd dvärgstjärna i huvudserien av spektralklass M (b). Den har en massa som är ca 0,085 solmassa (ungefär 90 jupitermassor), en radie som är ca 0,13 solradie. Den cirkulerar kring primärstjärnan med en period av ca 1,80 dygn i en cirkulär bana.  Dess massa är nära den lägsta möjliga massan för att upprätthålla kärnfusion av väte i en stjärna, beräknad till cirka 0,07 eller 0,08 solmassor. OGLE-TR-123 b är den andra stjärnan med en massa mindre än 0,1 solmassa vars radie har uppmätts direkt. Den första sådana stjärnan var den liknande OGLE-TR-122 b.